# Зенькович Георгій Володимирович
Георгій Володимирович Зенько́вич (нар. 11 квітня 1914, Київ — пом. 24 серпня 1986, Київ) — український радянський архітектор; кандидат архітектури з 1950 року. Лауреат премії Ради Міністрів СРСР за 1978 рік.

## Біографія
Народився 29 березня [11 квітня] 1914 у місті Києві. 1938 року закінчив Київський інженерно-будівельний інститут, де навчався зокрема у Олександра Вербицького, Володимира Заболотнього.
Упродовж 1938—1941 років врацював на заводі № 43; у 1941—1946 роках — на заводі № 153 у Новосибірську; у 1946—1963 роках — в Академії будництва та архітектури Української РСР. Член КПРС з 1954 року. Упродовж 1963—1972 років працював у Київському зональному науково-дослідному інституті експериментального проектування на посаді завідувача відділу громадських споруд; у 1972—1986 роках — у Київському інституті «УкрНДІцивілсільбуд» на посаді заступника директора з наукової роботи. Одночасно у 1975—1986 роках очолював секцію архітектури села Спілки архітекторів УРСР. Помер у Києві 24 серпня 1986 року.

## Роботи
Серед реалізованих проектів:
- літній кінотеатр у місті Новій Каховці (1952);

будинки культури

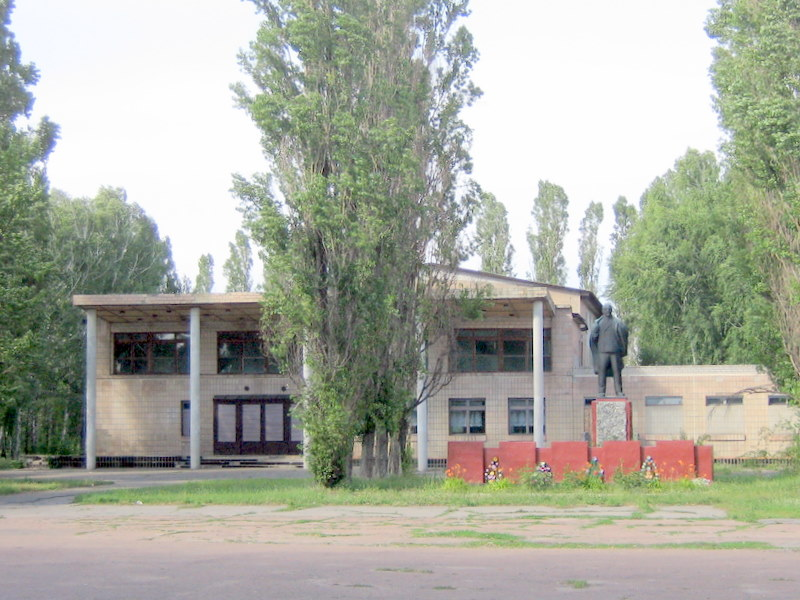
Будинок культури в Тіньках.

- у селі Тіньках Черкаської області (1968—1969, у співаквторстві з Л. Олов'янниковим, В. Кащиним, З. Чечиком));
- у селі Корсеві Львівської області (1970, у співаквторстві з Л. Олов'янниковим);
- у смт Миронівці Київської області (1973).

Автор проєктів забудови громадських центрів у селах Михайлівкці АР Крим (у співаквторстві з Л. Олов'янниковим), Трипіллі Київської області (у співавторстві). 
Досліджував проблеми сільської забудови, проєктування сільських клубів і спортивних будівель. Автор наукових праць з питань архітектури, книги «Сельские клубные здания» (Київ, 1980).